# Locomotiv GT (angol nyelvű album, 1974)
1974 áprilisában jelent meg az LGT első angol nyelvű albuma, a Locomotiv GT. A felvételek 1973-ban zajlottak a londoni CBS és De Lane Lea Studiosban. Az album producere Jimmy Miller volt, aki abban az időben a Rolling Stonesszal is dolgozott. A hangmérnöki feladatokat Andy Johns látta el, akinek a nevéhez több Led Zeppelin-album felvétele is kötődik.
A dalok többsége az együttes Bummm! című albumáról és két 1973-as kislemezéről származik. A dalszövegeket Adamis Anna fordította angolra, ezért azoknál a daloknál is ő van feltüntetve szerzőként, melyek magyar szövegét Presser Gábor írta. A She’s Just 14 című dalban Jack Bruce, a Cream korábbi basszusgitáros-énekese szájharmonikán játszott.
Az album az Egyesült Királyságban a CBS Epic, az USA-ban pedig az ABC Records kiadásában jelent meg. 1976-ban a CBS Epic és a Suzy közös kiadásában Jugoszláviában is megjelent, Magyarországon azonban semmilyen formában nem került forgalomba. Az album eredetileg szürke borítóban jelent meg, amit az LGT kérésére kicseréltek. Az amerikai kiadás borítója vörös volt, rajta egy "MUZSIKA" feliratú gőzmozdonnyal. A szürke borítóra alig fért rá a Jenny’s Got a New Thing címe, ezt azonban a vörös borítón már kijavították.

## Az album dalai

### Első oldal
1. Rock Yourself (Ringasd el magad) (Presser Gábor/Adamis Anna) – 4:20
2. Gimme Your Love (Szeress nagyon) (Barta Tamás/Adamis Anna) – 3:46
3. Free Me (Szabadíts meg) (Barta Tamás/Adamis Anna) – 3:20
4. Confession (Vallomás) (Barta Tamás/Adamis Anna) – 4:27
5. She's Just 14 (Ő még csak most 14) (Barta Tamás/Adamis Anna) – 3:51

### Második oldal
1. Won't You Dance with Me (Gyere, gyere ki a hegyoldalba) (Barta Tamás/Adamis Anna) – 2:42
  - Eredeti szöveg: Presser Gábor
2. Hey, Get the Feelin’ (Hej, gyere velem) (Barta Tamás/Adamis Anna) – 3:30
3. Waiting for You (Mindig csak ott várok rád) (Presser Gábor/Adamis Anna) – 4:16
4. Serenade (To My Love If I Had One) (Szerenád – szerelmemnek, ha lenne) (Presser Gábor/Adamis Anna) – 2:22
5. Back Home (Visszamegyek a falumba) (Barta Tamás/Adamis Anna) – 3:36
  - Eredeti szöveg: Presser Gábor
6. Jenny’s Got a New Thing (Segíts elaludni) (Presser Gábor/Adamis Anna) – 3:46

## Kiadások
| Év   | Ország             | Kiadó         | Formátum | Sorszám    | Megjegyzések |
| ---- | ------------------ | ------------- | -------- | ---------- | ------------ |
| 1974 | Egyesült Királyság | CBS Epic      | LP       | EPC 80 229 |              |
| 1974 | USA                | ABC           | LP       | ABCX 811   |              |
| 1976 | Jugoszlávia        | CBS Epic–Suzy | LP       | ULS-195    |              |

## Közreműködők
- Barta Tamás – ének, elektromos- és akusztikus gitár, slide gitár, szájharmonika
- Laux József – dob, ütőhangszerek
- Presser Gábor – ének, billentyűs hangszerek
- Somló Tamás – ének, basszusgitár, szaxofon, elektromos hegedű
- Adamis Anna – versek, fordítások
- Jack Bruce – szájharmonika (5)
- Ismeretlen zenész – konga (1, 3)
- Jimmy Miller – ütőhangszerek

### Produkció
- Andy Johns – hangmérnök, producer
- Michael Pela – hangmérnök asszisztens
- Jimmy Miller – producer